# Seksverslaving
Seksverslaving is een term die verwijst naar een oncontroleerbare aandacht voor alle uitingen van (menselijke) seksualiteit. De term is beladen omdat hij doorgaans gebezigd wordt in kringen met een christelijke achtergrond waar gesuggereerd wordt dat genezing ervan noodzakelijk is. Een objectief oordeel over het obsessief beleven van seksualiteit wordt in de regel door een religieuze levenshouding verhinderd.
In de psychiatrie en seksuologie wordt in plaats van ‘seksverslaving’ meestal een neutralere term gebruikt, zoals ‘seksueel compulsief gedrag’. De DSM vermeldt seksverslaving niet. Het handboek noemt in de categorie gedragsverslavingen alleen de gokverslaving en niet seksverslaving. De toepasselijke wetenschapsdisciplines – geneeskunde, psychologie en seksuologie – spreken van een obsessieve-compulsieve stoornis met een sterk seksueel aspect. Als mogelijk tweede typering vindt men in de DSM "een gebrekkige impulsbeheersing".
ICD-11 bevat alleen de term "dwangmatig-seksueel-gedrag-stoornis" (code 6C72); de diagnose maakt geen gebruik van het begrip verslaving.
Noch DSM-5, noch DSM-5-TR, noch ICD-10, noch ICD-11 noemt het een verslaving.

## Geschiedenis
De term is populair gemaakt door Patrick Carnes, een Amerikaan die de opvatting heeft dat een verhoogde mate van seksuele activiteit als vorm van een verslaving beschouwd mag worden. Als oprichter van de International Institute for Trauma and Addiction Professionals (ITAAP) (vertaling: Internationale instituut voor trauma en verslavings-professionals) en een aantal behandelingscentra voor verslavingszorg en de certificering voor de CSAT (Certified Sex Addiction Therapist, gecertificeerde seksverslavings-therapeut) heeft hij persoonlijk financiële belangen bij de instandhouding en propageren van deze term.
Hoewel velen hem als de "uitvinder" van de term "seksverslaving" in zijn publicatie van 1983 beschouwen moet hiervoor naar Dr. Lawrence J. Hatterer gekeken worden, een overtuigde voorstander van conversietherapie. Dr. Hatterer beschouwt o.a. homoseksualiteit als (een vorm van) verslaving die te behandelen is.
Hoewel de term 'seksverslaving' beladen is, wint hij wel terrein. Verslavingsklinieken bieden hulp aan seksverslaafden en ook de reguliere GGZ biedt behandeling aan.

## Kenmerken
- Het seksueel gedrag is onbeheerst.
- Het seksuele gedrag heeft ernstige neveneffecten en gaat voorbij aan risico's (vnl. geslachtsziekten).
- Het seksuele gedrag functioneert als drug, als emotionele pijnstiller.
- Het seksuele gedrag kent een progressief verloop met steeds ernstiger gevolgen zoals sterk wisselende gemoedstoestanden (diepe depressie - roes - katergevoel).
- Belangrijke taken/verantwoordelijkheden (gezin, werk, vrienden) worden verwaarloosd.

De kritiek vanuit de wetenschap is met name de vaagheid van de analyse door termen als gedrag en patroon. Zo zou de term patroon ook de graad van seksuele emancipatie van de sociale omgeving aanduiden.

## Gevolgen
- Verlies van vrienden, partner en/of van contacten met de familie.
- Schaamte- en schuldgevoelens over het verslavingsgedrag.
- Aard en frequentie van seksuele activiteiten kunnen leiden tot zelfverwonding en het oplopen van soa's zoals herpes, hepatitis B of zelfs besmetting met het hiv-virus. Er zijn voorbeelden bekend van mensen die door wurgseks zichzelf onbedoeld hebben opgehangen.
- De verslaafde kan ernstige juridische problemen krijgen door zijn gedrag op bijvoorbeeld internet; de verslaafde kan zijn baan verliezen of zelfs in de gevangenis belanden vanwege o.m. exhibitionisme, voyeurisme, stalking, kinderporno, seksueel misbruik en verkrachting.
- Financieel kan de verslaving ook grote klappen uitdelen doordat de verslaafde doorgaans veel geld uitgeeft aan het bezoeken van prostituees of pornografisch materiaal. Met de opkomst van sekstelefoonlijnen en breedbandinternet loopt de verslaafde dit gevaar meer binnenshuis.

## Hulp
Organisaties die seksverslaafden helpen hanteren vaak twaalfstappenprogramma's die te vergelijken zijn met het programma van de Anonieme Alcoholisten; de werkgroepen heten (SCA) Sex Compulsives Anonymous,  Sex and Love Addicts Anonymous (SLAA) en Sexaholics Anonymous (SA). Voor een deelname aan deze hulpverlening is een geloof (in een god of de Bijbelse God) geen vereiste.
Hulpverlening, gegeven vanuit het standpunt dat zij een obsessieve-compulsieve stoornis hebben met een sterk seksueel aspect, wordt meestal gegeven door een seksuoloog-psycholoog van instellingen zoals de RIAGG.